# Lijst van Stolpersteine in Winterswijk
De Lijst van Stolpersteine in Winterswijk geeft een overzicht van de gedenkstenen die in de gemeente Winterswijk in de Nederlandse provincie Gelderland zijn geplaatst in het kader van het Stolpersteine-project van de Duitse beeldhouwer-kunstenaar Gunter Demnig.
Stolpersteine zijn opgedragen aan slachtoffers van het nationaalsocialisme, al diegenen die zijn vervolgd, gedeporteerd, vermoord, gedwongen te emigreren of tot zelfmoord gedreven door het nazi-regime. Demnig legt voor elk slachtoffer een aparte steen, meestal voor de laatste zelfgekozen woning.
Omdat het Stolpersteine-project doorloopt, kan deze lijst onvolledig zijn.

## Stolpersteine
In Winterswijk liggen 73 Stolpersteine op tweeëntwintig adressen. Voor de vrijwel compleet uitgemoorde Joodse gemeenschap in Winterswijk worden ruim 300 Stolpersteine geplaatst.
| Stolperstein | Inscriptie | Adres              | Herdachte persoon                           |
| ------------ | --- | ------------------ | ------------------------------------------- |
|              | HIER WOONDE ABRAHAM KAREL GANS GEB. 1930 GEDEPORTEERD 1942 UIT WESTERBORK VERMOORD 11.12.1942 AUSCHWITZ                                                  | Misterweg 95       | Abraham Karel Gans (1930-1942)              |
|              | HIER WOONDE ALEXANDER EMANUEL GANS GEB. 1897 GEDEPORTEERD 1942 UIT WESTERBORK VERMOORD 11.12.1942 AUSCHWITZ                                              | Misterweg 95       | Alexander Emanuel Gans (1897-1942)          |
|              | HIER WOONDE JACOB GANS GEB. 1880 VERHAFTET 2.8.1942 GEDEPORTEERD 1942 UIT WESTERBORK VERMOORD 3.12.1942 AUSCHWITZ                                        | Ratumsestraat 27   | Jacob Gans (1880-1942)                      |
|              | HIER WOONDE JUDITH EMMA GANS GEB. 1926 GEDEPORTEERD 1942 UIT WESTERBORK VERMOORD 11.12.1942 AUSCHWITZ                                                    | Misterweg 95       | Judith Emma Gans (1926-1942)                |
|              | HIER WOONDE SIDONIA GANS- KIRSCHNER GEB. 1898 GEDEPORTEERD 1942 UIT WESTERBORK VERMOORD 11.12.1942 AUSCHWITZ                                             | Misterweg 95       | Sidonia Sara Gans-Kirschner (1898-1942)     |
|              | HIER WOONDE CHARLOTTE GANS- ZUNTZ GEB. 1881 GEDEPORTEERD 1942 UIT WESTERBORK VERMOORD 3.12.1942 AUSCHWITZ                                                | Ratumsestraat 27   | Charlotte Gans-Zuntz (1881-1942)            |
|              | HIER WOONDE SIMON MAAS GEB. 1897 GEDEPORTEERD 30-11-1942 UIT WESTERBORK VERMOORD 31-3-1944 MIDDEN-EUROPA                                                 | Stationsstraat 13  | Simon Maas (1897-1944)                      |
|              | HIER WOONDE MINA MAAS-BAER GEB. 1859 GEDEPORTEERD 8-12-1942 UIT WESTERBORK VERMOORD 11-12-1942 AUSCHWITZ                                                 | Stationsstraat 23  | Mina Maas-Baer (1859-1942)                  |
|              | HIER WOONDE ADOLF MEIJLER GEB. 1879 GEDEPORTEERD 8-12-1942 UIT WESTERBORK VERMOORD 11-12-1942 AUSCHWITZ                                                  | Goudvinkenstraat 6 | Adolf Meijler (1879-1942)                   |
|              | HIER WOONDE ROSA SOPHIA MEIJLER GEB. 25-3-1942 GEDEPORTEERD 8-12-1942 UIT WESTERBORK VERMOORD 11-12-1942 AUSCHWITZ                                       | Goudvinkenstraat 6 | Rosa Sophia Meijler (1942-1942)             |
|              | HIER WOONDE SALLI MEIJLER GEB. 1908 GEDEPORTEERD 8-12-1942 UIT WESTERBORK VERMOORD 28-1-1943 AUSCHWITZ                                                   | Goudvinkenstraat 6 | Salli Meijler (1908-1943)                   |
|              | HIER WOONDE IDA JEANETTE MEIJLER-MEIJERS GEB. 1914 GEDEPORTEERD 8-12-1942 UIT WESTERBORK VERMOORD 11-12-1942 AUSCHWITZ                                   | Goudvinkenstraat 6 | Ida Jeanette Meijler-Meijers (1914-1942)    |
|              | HIER WOONDE BERTHA MENCO GEB. 1927 GEDEPORTEERD 10-11-1942 UIT WESTERBORK VERMOORD 13-11-1942 AUSCHWITZ                                                  | Spoorstraat 51     | Bertha Menco (1927-1942)                    |
|              | HIER WOONDE IDA MENCO GEB. 1921 GEDEPORTEERD 10-11-1942 UIT WESTERBORK VERMOORD 13-11-1942 AUSCHWITZ                                                     | Spoorstraat 51     | Ida Menco (1921-1942)                       |
|              | HIER WOONDE MOURITS MENCO GEB. 1894 GEÏNTERNEERD ELSLOO GEDEPORTEERD 10-11-1942 UIT WESTERBORK VERMOORD 31-3-1944 MIDDEN-EUROPA                          | Spoorstraat 51     | Mourits Menco (1894-1944)                   |
|              | HIER WOONDE SOPHIE MENCO-HEILBRONN GEB. 1893 GEDEPORTEERD 10-11-1942 UIT WESTERBORK VERMOORD 13-11-1942 AUSCHWITZ                                        | Spoorstraat 51     | Sophie Menco-Heilbronn (1893-1942)          |
|              | HIER WOONDE ABRAHAM PHILIPS GEB. 1893 [...] VERMOORD 12.4.1943 EXTERN KOMMANDO BOBREK                                                                    | Molenstraat 8      | Abraham Philips (1893-1943)                 |
|              | HIER WOONDE BENJAMIN PHILIPS GEB. 1893 GEÏNTERNEERD 9-4-1942 VUGHT DWANGARBEID MOERDIJK GEDEPORTEERD 13-7-1943 UIT WESTERBORK VERMOORD 16-7-1942 SOBIBOR | Goudvinkenstraat 8 | Benjamin Philips (1893-1943)                |
|              | HIER WOONDE ELIAZAR PHILIPS GEB. 1921 [...] VERMOORD 31.3.1944 MIDDEN-EUROPA                                                                             | Molenstraat 8      | Eliazar Philips (1921-1944)                 |
|              | HIER WOONDE JACOB PHILIPS GEB. 1922 GEÏNTERNEERD 9-4-1943 VUGHT DWANGARBEID MOERDIJK GEDEPORTEERD 13-7-1943 UIT WESTERBORK VERMOORD 16-7-1942 SOBIBOR    | Goudvinkenstraat 8 | Jacob Philips (1922-1943)                   |
|              | HIER WOONDE JOHANNA PHILIPS GEB. 1923 [...] VERMOORD 19.10.1942                                                                                          | Molenstraat 8      | Johanna Philips (1923-1942)                 |
|              | HIER WOONDE KARLA PHILIPS GEB. 1927 [...] VERMOORD 19.10.1942                                                                                            | Molenstraat 8      | Karla Philips (1927-1942)                   |
|              | HIER WOONDE PAULINE AMALIA PHILIPS GEB. 1922 GEÏNTERNEERD VUGHT GEDEPORTEERD 13-7-1943 UIT WESTERBORK VERMOORD 16-7-1943 SOBIBOR                         | Goudvinkenstraat 8 | Pauline Amalia Philips (1922-1943)          |
|              | HIER WOONDE AALTJE PHILIPS-FRANKEN GEB. 1889 [...] VERMOORD 19.10.1942                                                                                   | Molenstraat 8      | Aaltje Philips-Franken (1889-1942)          |
|              | HIER WOONDE LENA PHILIPS-HAKKER GEB. 1890 GEÏNTERNEERD 9-4-1943 VUGHT GEDEPORTEERD 13-7-1943 UIT WESTERBORK VERMOORD 16-7-1943 SOBIBOR                   | Goudvinkenstraat 8 | Lena Philips-Hakker (1890-1943)             |
|              | HIER WOONDE ARON SCHIELAAR GEB. 1912 GEÏNTERNEERD 9-4-1943 VUGHT GEDEPORTEERD 6-7-1942 UIT WESTERBORK VERMOORD 9-7-1943 SOBIBOR                          | Spoorstraat 36     | Aron Schielaar (1912-1943)                  |
|              | HIER WOONDE DAVID SCHIELAAR GEB. 1883 GEÏNTERNEERD 10-4-1943 VUGHT GEDEPORTEERD 11-5-1943 UIT WESTERBORK VERMOORD 14-5-1943 SOBIBOR                      | Spoorstraat 36     | David Schielaar (1883-1943)                 |
|              | HIER WOONDE IZAAK ABRAHAM SCHIELAAR GEB. 1915 GEDEPORTEERD 7-8-1942 UIT WESTERBORK VERMOORD 30-9-1942 AUSCHWITZ                                          | Spoorstraat 36     | Izaak Abraham Schielaar (1915-1942)         |
|              | HIER WOONDE LOUIS SCHIELAAR GEB. 1917 GEDEPORTEERD 24-11-1942 UIT WESTERBORK VERMOORD 31-3-1944 MIDDEN-EUROPA                                            | Spoorstraat 36     | Louis Schielaar (1917-1944)                 |
|              | HIER WOONDE HESTER GRANADE SCHIELAAR-MEIJER GEB. 1888 GEÏNTERNEERD 10-4-1943 VUGHT GEDEPORTEERD 11-5-1942 UIT WESTERBORK VERMOORD 14-5-1943 SOBIBOR      | Spoorstraat 36     | Hester Granade Schielaar-Meijer (1888-1943) |

## Data van plaatsingen
- 21 juni 2012: vier Stolpersteine op Misterweg 95, Ratumsestraat 27
- 26 november 2023: twintig Stolpersteine op Molenstraat, Goudvinkenstraat, Spoorstraat, Stationsstraat
- 21 april 2024: 43 Stolpersteine op Ratumsestraat 17, Spoorstraat 28 en 33 en 42